# 白蛇: 縁起
『白蛇：縁起』（はくじゃ：えんぎ）は、中国のアニメ制作会社・追光動画（Light Chaser Animation）とアメリカのワーナー・ブラザースが共同制作したフル3DCGアニメーション映画である。中国大陸では2019年1月11日に公開され、興行収入は中国国内で70億円を突破。中国の民間伝説『白蛇伝』を題材とし、主人公である白蛇の前世の恋物語を描いた完全新作である。監督はウォン・カホン（黄家康）とチャオ・ジー（趙霽)。
日本ではこの映画の日本語吹替版が2021年7月30日に公開。

## ストーリー
晩唐、不老不死の力を得ようとする時の皇帝のため国師は民に蛇狩りを行わせ、その蛇精により太陰真功の邪術を極めんとしていた。500年あまりの修行を経て人間の姿を得た白蛇の妖怪「白（はく）」は蛇族の長である「蛇母（だぼ）」の命を受けて国師を暗殺しようとするが失敗、反撃を受けて船から転落してしまう。
蛇狩り村で愛犬の「はらまき」と暮らす蛇嫌いの青年「宣（せん）」はある日山奥の滝壺で倒れている白を助けるが、白はすべての記憶を失っていた。白が身に着けていた不思議な簪に刻まれている「宝青」の銘を頼りに、二人は白の記憶の手掛かりを得るために都へと向かう。
一方、蛇族は国師の暗殺に失敗したうえ人間と行動を共にする白を裏切り者ではないかと訝しむ。白の妹弟子である「青（せい）」は白を説得し連れ戻すために立ち上がるが、蛇族の刺客、そして国師とその弟子である道士も白の命を狙おうと動き出していた。都に向かう小舟の上で、蛇族の刺客に襲われた白は、無意識のうちに白蛇に化身して刺客を倒した。
都に着き、郊外の宝青坊という工房に赴く白と宣。工房の主の古狐は、妖怪たちに修行の道具(法具)を作ることを生業としていた。白の簪(かんざし)も法具で、別の妖怪から与えられた物だと教える古狐。簪の主の情報を求めて仏塔まで来た白と宣は、青と遭遇した。人間を憎み、宣を殺そうとする青。宣と共に逃げようとした白は全てを思い出した。国師の暗殺という危険な任務に宣を巻き込まないために、敢えて宣に別れを告げる白。
宝青坊に戻り、自分の精気と引き換えに妖怪の身体を得る宣。だが、仏塔に戻った時、白の姿は変わっていた。国師の弟子である道士と戦った白は、簪の威力によって道士の力を吸い取り、巨大な白蛇と化したのだ。国師を倒すために、その行き先である蛇狩り村へ向かう巨蛇の白。故郷である蛇狩り村の手前で白の前に立ち塞がり、一緒に逃げようと説得する宣。そこへ現れた国師は術を使って陣(結界)に白たちを封じ込めた。青や宣の力を借り、現れた蛇母と共に国師を倒す白。
簪の能力で敵の力を吸い取り、強大になった白を見て、自分こそ最強の存在になろうと欲を持つ蛇母。国師の力や配下の蛇族の力まで吸い取った蛇母は、双頭の巨大な赤蛇となって白に襲いかかった。蛇母に力を吸い取られ、人間の姿に戻る白。宣は国師の術を利用して赤蛇を凍りつかせ、倒すことに成功した。しかし国師は死の間際に、陣の中の全てのものを凍らせ、無限の奈落に落とす術をかけていた。凍りついて息絶える宣。白は最後の力を使って、宣の魂だけは奈落から救い出し、人間の姿を失って小蛇に戻った。
それから500年。仙人になる修行を続けて、人間の姿を取り戻している白と青。だが、白は自分でも分からない迷いのために、仙人になれずにいた。そんな白に、ずっと預かっていた簪を渡す青。簪を握り、封じていた宣の記憶が蘇る白。宣の魂は人間界に生まれ変わっているはずだ。千年の修行よりも宣を選び、人間界に向かう白。青もまた、どこまでも白と共に行くのだった。

## 登場キャラクター
白（ハク）
日本語吹替：三森すずこ
宣（セン）
日本語吹替：佐久間大介（Snow Man）
青（セイ）
日本語吹替：佐倉綾音
はらまき
日本語吹替：杉田智和
宝青坊の主
日本語吹替：悠木碧
国師
日本語吹替：柴田秀勝
道士
日本語吹替：石川界人
蛇母
日本語吹替：本田貴子

## 日本語吹替版主題歌
「縁 -YUÁN-」
歌：Snow Man